# Bachkoor Holland
Het Bachkoor Holland is een Nederlands gemengd koor dat zich hoofdzakelijk toelegt op het uitvoeren van de koormuziek van Johann Sebastian Bach.

## Geschiedenis
Het koor is een voortzetting van het koor van de Nederlandse Bachvereniging, waarvan Charles de Wolff sinds 1965 dirigent was, als opvolger van Anthon van der Horst. De Bachvereniging voert onder meer jaarlijks de Matthäus-Passion uit in de Grote Kerk in Naarden. Begin 1983 gingen koor en Bachvereniging ieder hun eigen weg, als gevolg van een verschil van inzicht. Dit hield verband met een wijziging van het subsidiesysteem van het Ministerie van Welzijn, Volksgezondheid en Cultuur, waardoor de Bachvereniging zich niet meer in staat zag de continuïteit van het koor als een zelfstandige organisatie te garanderen. Ook was er een artistiek meningsverschil over de authentieke uitvoeringspraktijk van barokmuziek. Op initiatief van De Wolff maakte het koor een succesvolle doorstart onder de naam Bachkoor Holland. 
De Wolff bleef dirigent tot 1998. Daarna had tot 2001 Daniel Reuss de leiding. In de interimperiode daarna stonden Jan Willem de Vriend en (opnieuw) Charles de Wolff voor het koor, waarna Roy Goodman van 2004 tot 2010 artistiek leider was, met Rob Vermeulen als koordirigent.

## Thans
Gijs Leenaars, sinds 2009 koordirigent bij het Bachkoor Holland, voert de directie. De koorleden komen uit heel Nederland en hebben over het algemeen een zangopleiding genoten. Het Bachkoor Holland repeteert in Naarden. Tot en met 2017 vonden de jaarlijkse uitvoeringen van de Matthäus-Passion plaats in de Pieterskerk in Leiden. 
Vanaf 2018 vinden de uitvoeringen plaats in de Nieuwe Kerk te Delft. De uitvoering in Leiden wordt sinds dat jaar ovegenomen door het Nederlands Kamerkoor dat deze uitvoering verzorgt samen met het Residentie Orkest. In diverse plaatsen in Nederland worden ook Bachs andere koorwerken uitgevoerd, zoals de Johannes-Passion, het Weihnachtsoratorium, de Hohe Messe, korte missen, motetten en cantates. Daarnaast worden soms koorwerken van andere componisten uitgevoerd, zoals het Requiem van Johannes Brahms. Er wordt samengewerkt met diverse orkesten, vooral het Concertgebouw Kamerorkest, maar ook het Combattimento Consort Amsterdam en het Residentie Orkest.